# Legalism (kinesisk filosofi)
Legalisterna (法家, pinyin: fajia), en kinesisk filosofisk skola verksam under slutet av Zhoudynastin, Qin och början av Han som betonade vikten av klara och kända lagar som gällde lika för alla, något som var i strid framför allt med rådande praxis enligt vilken adeln ensam hade rätt att, efter eget skön, döma de egna till eventuella straff, men också med konfucianernas syn på hänsyn till individens samhällsposition.
Efter att ha varit officiell statsfilosofi i staten Qin sedan De stridande staternas tid blev legalismen förbjuden i början av Handynastin samtidigt som konfucianismen valdes till ny statsfilosofi. 
Till de mest kända legalistiska filosoferna hör Li Si, Zi Chan, Guan Zhong, Shang Yang och Han Feizi. De två sistnämndas tankar finns bevarade i verken Shang Jun Shu respektive Han Feizi.